# El Puente (periódico de Indiana)
El Puente es el periódico en español más antiguo de Indiana (en el estado Illinois de EE. UU.). El periódico es bilingüe, español e inglés, y es quincenal.
El Puente pretende ser el puente que una las dos culturas, de ahí su bilingüismo.
Además de noticias locales, nacionales e internacionales, tienen una importante sección dedicada a la inmigración. También tienen una sección que informa sobre leyes, otra sobre eventos relacionados con la comunidad hispana.
También tiene secciones especiales dedicadas al aprendizaje para ampliar la curiosidad cultural de sus lectores. Estas secciones son las de oficios, reloj de arena, y en las letras. Dentro de las secciones especiales también hay una página infantil.
Desde el 2002, El Puente está en Internet.